# Hexaprotodon
Hexaprotodon é um gênero da família Hippopotamidae que é, algumas vezes, aplicado ao hipopótamo-pigmeu. Os hipopótamos-pigmeus podem ser classificados, também, como Choeropsis liberiensis ou Hexaprotodon liberiensis.
O gênero Hexaprotodon também inclui várias espécies raramente estudadas de hipopótamos da Ásia, algumas vezes rotulados de "Hipopótamos Asiáticos."
- Hexaprotodon bruneti - (fóssil) Boisserie e White, 2004
- Hexaprotodon crusafonti (fóssil) Aguire, 1963
- Hexaprotodon hipponensis (fóssil) (Gaudry, 1867)
- Hexaprotodon imagunculus (fóssil) (Hopwood, 1926)
- Hexaprotodon iravticus (fóssil) Falconer e Cautley, 1847
- Hexaprotodon karumensis (fóssil) Coryndon, 1977
- Hexaprotodon mingoz (fóssil) Boisserie et al., 2003
- Hexaprotodon namadicus - (fóssil) Falconer e Cautley, 1847 - possivelmente o mesmo que H. palaeindicus
- Hexaprotodon palaeindicus - (fóssil) Falconer e Cautley, 1847
- Hexaprotodon pantanellii (fóssil) (Joleaud, 1920)
- Hexaprotodon primaevus (fóssil) Crusafont et al., 1964
- Hexaprotodon protamphibius (fóssil) (Arambourg, 1944)
- Hexaprotodon siculus (fóssil) (Hooijer, 1946)
- Hexaprotodon sivalensis - (fóssil) Falconer e Cautley, 1836
- Hexaprotodon sp. - (fóssil)
- e algumas espécies da Indonésia, do período Pleistoceno.

O nome Hexaprotodon significa "seis dentes incisivos", já que algumas das formas fósseis, na verdade, tinham três pares de incisivos.